# Прапор Нарви
Пра́пор Нарви (ест. Narva lipp) — офіційний символ міста Нарва, адміністративного центру мааконду Іда-Вірумаа. 

## Опис
Прапор являє собою прямокутне полотнище, яке складається з двох рівношироких горизонтальних смуг — жовтої верхньої і синьо-бірюзової нижньої. Співвідношення ширини полотнища до довжини рівне 7:11. Оптимальний розмір прапора становить 105 x 165 см.

## Історія
Прапор міста прийнято 1935 року. Перезатверджено 24 липня 1992 року.